# 엘리예 와히
세페 엘리예 와히 (Sepe Elye Wahi, 2003년 1월 2일 ~ )는 프랑스의 축구 선수이며, 현재 독일 분데스리가의 아인트라흐트 프랑크푸르트에서 공격수로 뛰고 있다.